# Grote purperspreeuw
De grote purperspreeuw (Aplonis grandis) is een vogelsoort uit de familie Sturnidae.

## Verspreiding en leefgebied
Deze soort komt voor op de Salomonseilanden en telt drie ondersoorten:
- A. g. grandis: de noordelijke en centrale Salomonseilanden.
- A. g. malaitae: Malaita.
- A. g. macrura: Guadalcanal.